# Wilton Jackson
Wilton Jackson (* 15. November 1935) ist ein ehemaliger Sprinter und Hürdenläufer aus Trinidad und Tobago.
1958 erreichte er bei den British Empire and Commonwealth Games in Cardiff über 440 Yards das Viertelfinale. Über 440 Yards Hürden und in der 4-mal-440-Yards-Staffel scheiterte er im Vorlauf. 
Für die Westindische Föderation startend gewann er bei den Panamerikanischen Spielen 1959 in Chicago Bronze in der 4-mal-100-Meter-Staffel.
Bei den Olympischen Spielen 1964 in Tokio schied er über 100 m im Vorlauf aus.
Seine persönliche Bestzeit über 100 m von 10,3 s stellte er am 30. Mai 1959 auf.